# Partier og Folketyper
|  | Denne artikel er oprettet af botten PalnaBot ud fra en ekstern database. Den kan derfor have sproglige fejl eller mangler. Denne skabelon kan fjernes efter kontrol af indholdet. |

Partier og Folketyper er en film med ukendt instruktør.

## Handling
Partier og folketyper fra Nordsjællands kyst. Skrænter ned til Kattegat. Hellebæk , Ålsgårde. Folk i landsby. Kvinde med stor læs kvas på trillebør og dreng på cykel. Mand saver brænde. Strand med Kronborg i baggrund. Øresund. Høfter og badebroer. Fiskere. Net og garn bødes og ordnes. To gamle taler sammen. Skonnert med sejl ved kysten. Flere kystmotiver. Landgangsbro og skonnert. Natur.